# 俄罗斯卫星通讯社
俄罗斯卫星通讯社与广播电台简称卫星社，是俄罗斯联邦政府下辖的新闻机构今日俄罗斯媒体集团于2014年10月开通的新闻通讯社、新闻网站、广播电台与媒体新闻中心。前身是苏联时期的莫斯科广播电台及俄罗斯联邦时期的俄罗斯之声电台（2013年撤销的俄罗斯新闻社和《俄罗斯之声》广播电台）。卫星社的总部位于莫斯科，分社位于美国（华盛顿）、埃及（开罗）、中国（北京）、德国（柏林）、英國（伦敦和爱丁堡）等关键的国家和地区。卫星社以报道世界政治和经济新闻为主，主要针对外国受众。

## 概要
卫星社的新闻网站用英语、法语、德语、西班牙语、葡萄牙语、阿拉伯语、汉语等31种语言一周7天，每天24个小时进行报道。在其网站和DAB+/DAB、FM上的总播音时长每天超过800个小时。卫星社的英语、西班牙语、阿拉伯语与汉语新闻专线夜以继日发布新闻资讯。在世界各种社交网络上卫星社的关注人数达到1350万人，卫星社网站的每月受众群体总量超过1300万。网站內容除新闻资讯外，还包括摄影报导、现场直播、信息图形、民意调查《卫星∙观点》以及自己的图片库《卫星∙图片》。
卫星社的前身是2013年撤销的俄罗斯新闻社（简称俄新社）与俄罗斯之声广播电台。

## 業務

### 新闻专线
卫星社推出英语、西班牙语、阿拉伯语与汉语四个语言的新闻专线。信息专线的内容由世界各地的记者提供，发布在卫星社的相关网站上。用户通过浏览器、电子邮件与文件传输协议能够收到新闻专线的内容。
- 英语新闻专线英语:
  - 卫星社（国际新闻） （页面存档备份，存于）
  - 卫星社：用英语介绍俄罗斯 （页面存档备份，存于）
  - 卫星社：用英语介绍俄罗斯、乌克兰和波罗的海沿岸国家 （页面存档备份，存于）
- 阿拉伯语新闻专线 （页面存档备份，存于）
- 西班牙语新闻专线 （页面存档备份，存于）
- 汉语新闻专线 （页面存档备份，存于）

### 广播
卫星广播电台，即原先的“俄罗斯之声”，在40多个国家的FM、AM、DAB/DAB+（数字广播）、高清广播以及手机软件与网络上进行广播。卫星广播电台也通过在美国24个小时广播英语服务的Galaxy-19卫星等中继卫星来进行传递。驻美国卫星广播电台的著名主持人有专门讨论经济问题的《Double Down》每周聊天节目的主持人马克斯∙凯泽和斯塔西∙赫伯特以及卫星广播电台每天广播《Thom Hartmann Program》节目的自由主义主持人汤姆∙哈特曼。
驻联合王国卫星广播电台在爱丁堡和伦敦广播《World in Focus》 (针对国际时事的辩论表演，主持人杰克∙福斯特和卡罗琳∙斯科特)等节目。驻联合王国卫星社的记者经常为这台节目作报道。《Brave New World》和《Level Talk》（主持人—乔治∙哈里森）、《Hard Talk》（主持人 –记者兼评论家约翰∙怀特）节目也在不列颠广播。
驻法国卫星广播电台播出定期新闻节目和政治聊天节目，包括《World Disorder with Rachel Marsden》。著名政治家和政府当局代表经常受邀来参加这台由著名记者兼媒体人士雷切尔∙马斯登主持的节目。该节目一周两次播出。

#### 广播语言
截至2022年，卫星广播电台提供7种语言的广播服务，分别为；
- 阿拉伯语
- 英语
- 葡萄牙语
- 俄语
- 西班牙语
- 塞尔维亚语
- 土耳其语

#### 网络服务
截止2021年，卫星社网站面向外国读者提供多达30种语言版本的资讯服务（部分原苏联加盟共和国语言提供俄语版服务）
- 汉语
- 英语
- 西班牙语
- 阿布哈兹语
- 阿拉伯语
- 亚美尼亚语
- 阿塞拜疆语
- 白俄罗斯语
- 葡萄牙语
- 捷克语
- 达里语
- 法语
- 格鲁吉亚语
- 希腊语
- 意大利语
- 日语
- 哈萨克语
- 吉尔吉斯语
- 拉脱维亚语
- 立陶宛语
- 摩尔多瓦语
- 乌兹别克语
- 波斯语
- 波兰语
- 塞尔维亚语
- 奥塞梯语
- 塔吉克语
- 土耳其语
- 越南语
- 德语

### 卫星∙观点
2015年1月卫星社启动了《卫星∙观点 （页面存档备份，存于） 》项目，目的在于进行民意调查。民意调查由Populus和Ifop等领先国际研究公司进行，调查目标受众是美国与欧洲国家的居民。《卫星∙观点》民意调查触及跟政治生活与外交关系有关的现实问题，比如：移民、欧洲教育系统、欧洲国家外国军事基地的存在等等。民意调查数据通过新闻稿向媒体传播也发布在卫星社网站上。卫星社的民意调查数据经常被外国媒体采用，比如2016年8月英国报纸每日快报发布了跟对苏联解体前后生活质量的民意调查有关的新闻。

### 卫星∙图片
《卫星∙图片 （页面存档备份，存于） 》– 是卫星社的图片库，包括已有约1500万张可订阅的归档图以及每天新增的1500张图片。卫星社的摄影记者曾荣获多项新闻摄影大奖：
- 世界新闻摄影比赛2016（《体育》类）– 弗拉基米尔∙佩斯尼亚
- IPA国际摄影奖（《体育》类）– 弗拉基米尔∙阿斯塔普科维奇
- 马格南摄影奖2016 – 瓦列里∙梅利尼科夫
- 才华摄影基金比赛（《肖像摄影》类）– 瓦列里∙梅利尼科夫
- 中国国际新闻摄影比赛2016（《体育新闻》类） – 阿列克谢∙菲利波夫
- Sportfolio国际摄影竞赛 – 弗拉基米尔∙佩斯尼亚、阿列克谢∙菲利波夫与格利高里∙塞索耶夫
- 世界新闻摄影比赛2017（《长期项目》类）- 瓦列里∙梅尔尼科夫
- 伊斯坦布尔摄影奖2017 – 阿列克谢∙菲利波夫
- 美国国家新闻摄影师协会最佳新闻摄影奖2017 – 弗拉基米尔∙维亚特金、阿列克谢∙菲利波夫

## 遭歐盟抵制
2016年11月23日，欧洲议会通過《歐盟策略傳播以抵制第三方反歐盟宣傳》（EU strategic communication to counteract anti-EU propaganda by third parties）議案，認定俄國利用各種工具意圖分裂歐盟而進行宣傳戰，並舉衛星通訊社為例、嚴詞批判是「造假通訊社及多媒體服務」（pseudo-news agencies and multimedia services）之一。俄國總統普京對此反諷「目睹西方社會民主觀的墮落」、「祝賀（衛星通訊社和RT電視台）記者們出色地完成了自己的工作」。
2022年俄罗斯开始对乌克兰的进攻后，欧盟认定其为“虚假信息工具”的俄罗斯国家媒体实施禁令，其相关新闻信息从3月2日起禁止在欧盟境内对民众播放。5月4日，在列入欧洲制裁措施后，《俄罗斯卫星通讯社》在法国分社留下大约500,000欧元的负债后宣告破产，并从5月4日启动强制清算程序。

### 社交媒體
- 俄罗斯卫星通讯社的新浪微博（简体中文）
- 俄罗斯卫星通讯社的Facebook專頁（英文）
- 俄罗斯卫星通讯社的X（前Twitter）（英文）
- 俄罗斯卫星通讯社的Instagram帳戶（英文）
- YouTube上的俄罗斯卫星通讯社頻道（英文）
- 俄罗斯卫星通讯社的TikTok（英文）
- 俄罗斯卫星通讯社在odysee的頻道（英文）
- 俄羅斯衛星通訊社的嗶哩嗶哩個人空間（简体中文）